# 나가사키현도 제44호선

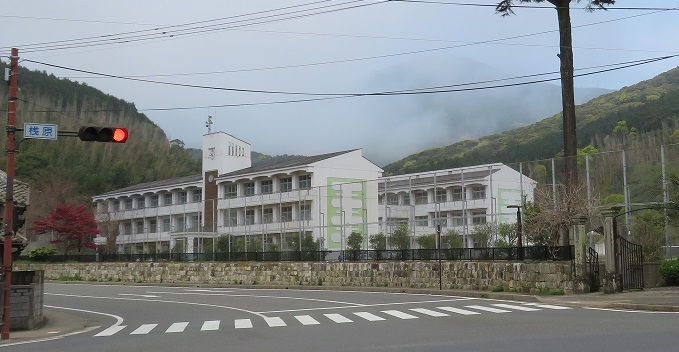
현도의 기점 (사지키바라 교차로, 쓰시마시립 이즈하라 중학교 앞 길목)

44번 나가사키현도(일본어: 長崎県道44号桟原小茂田線→나가사키현도 44호 사지키바라-고모다선)는 나가사키현 쓰시마시 이즈하라정 일대를 통하고 있는 현도이다. 그러나 이 현도는 주요 지방도로 지정되어 있다. 

## 개요
나가사키현 쓰시마시 이즈하라정의 사지키바라와 고모다를 사이에 이어주는 현도이다.

### 노선 정보
- 기점 : 나가사키현 쓰시마시 이즈하라정 사지키바라
- 종점 : 나가사키현 쓰시마시 이즈하라정 고모다
- 총 연장 : 18.3 km

## 연혁
- 1993년 5월 11일 : 건설성에서 기존의 현도인 사지키바라 고모다 현도를 주요 지방도로 지정됨과 동시에 주요 지방도로 전환

## 지리
- 터널 : 사쓰자카 터널 (2015년 12월 공식으로 개통, 쓰시마섬 내에서 가장 긴 터널로 총 연장이 무려 1,867 미터)
- 통과하는 지자체 : 쓰시마시
- 통과하는 도로 : 382번 국도 (기점), 시라타케 에코라인 (경유지), 나가사키현도 제24호선 (종점)

### 연선
- 쓰시마시립 이즈하라 중학교
- 다이슈 광산 관리사무소
- 쓰시마미나미 경찰서 사쓰 경찰관 주재소
- 긴잔 신사
- 쓰시마시립 간다 소학교